# Vitt Ariskt Motstånd
Vitt Ariskt Motstand (VAM) —literalment en català, Resistència Blanca Ària— fou un grup neonazi actiu a Suècia entre el 1991 i el 1993. El nom del grup deriva de l'organització supremacista blanca nord-americana White Aryan Resistance (WAR). D'acord amb Stieg Larsson, fundador de la revista Expo, dedicada a l'estudi i denúncia de les tendències antidemocràtiques, d'extrema dreta i racistes de la societat sueca, el VAM va inspirar-se per contra en el també grup supremacista blanc ja desaparegut llavors, The Order, dirigit per Robert Matthews.
El VAM va ser fundat per Klas Lund, i dirigit també per Torulf Magnusson i Peter Melander, editor de la revista Storm. Va utilitzar com a símbol el wolfsangel (en alemany, “ganxo o trampa per a llops”) col·locat en horitzontal dins un diamant blanc sobre un fons vermell, que recorda molt a la bandera del Partit Nacional Socialista dels Treballadors Alemanys.
El VAM es va implicar en nombrosos crims greus a Suècia, incloent-hi els assassinats de Malexander (en suec, Malexandermorden) el 28 de maig de 1999, on els dos oficial de policia Robert Karlström i Olle Borén varen morir després d'un robatori a un banc de la localitat de Kisa. Segons un informe publicat de forma conjunta el novembre de 1999 per quatre diaris principals de Suècia, Aftonbladet, Expressen, Dagens Nyheter i Svenska Dagbladet, molts exmembres d'aquesta organització violenta són ara membres d'organitzacions neonazis actuals.
Un cop desaparegut el VAM, Klas Lund va organitzar el Moviment de Resistència Nòrdic (en suec, Svenska Motståndsrörelsen). Una altra branca de VAM és el Front Nacional Socialista (en suec, Nationalsocialistisk Front, NSF) format el 1994 per simpatitzants del VAM a Karlskrona.